# Sheffield United FC
A Sheffield United  (hivatalos nevén Sheffield United Football Club) Sheffield város egyik labdarúgócsapata (a másik a Sheffield Wednesday FC).

## Eredményei
- Premier League
  - Bajnok(1): 1898
  - Ezüstérmes: 1897, 1900
- Másodosztályú bajnok: 1953
  - Ezüstérmes: 1893, 1939, 1961, 1971, 1990, 2006
- Harmadosztályú bajnok: 2017
  - Ezüstérmes: 1989
- FA Kupa győztes: 1899, 1902, 1915, 1925
  - Ezüstérmes: 1901, 1936

## Története

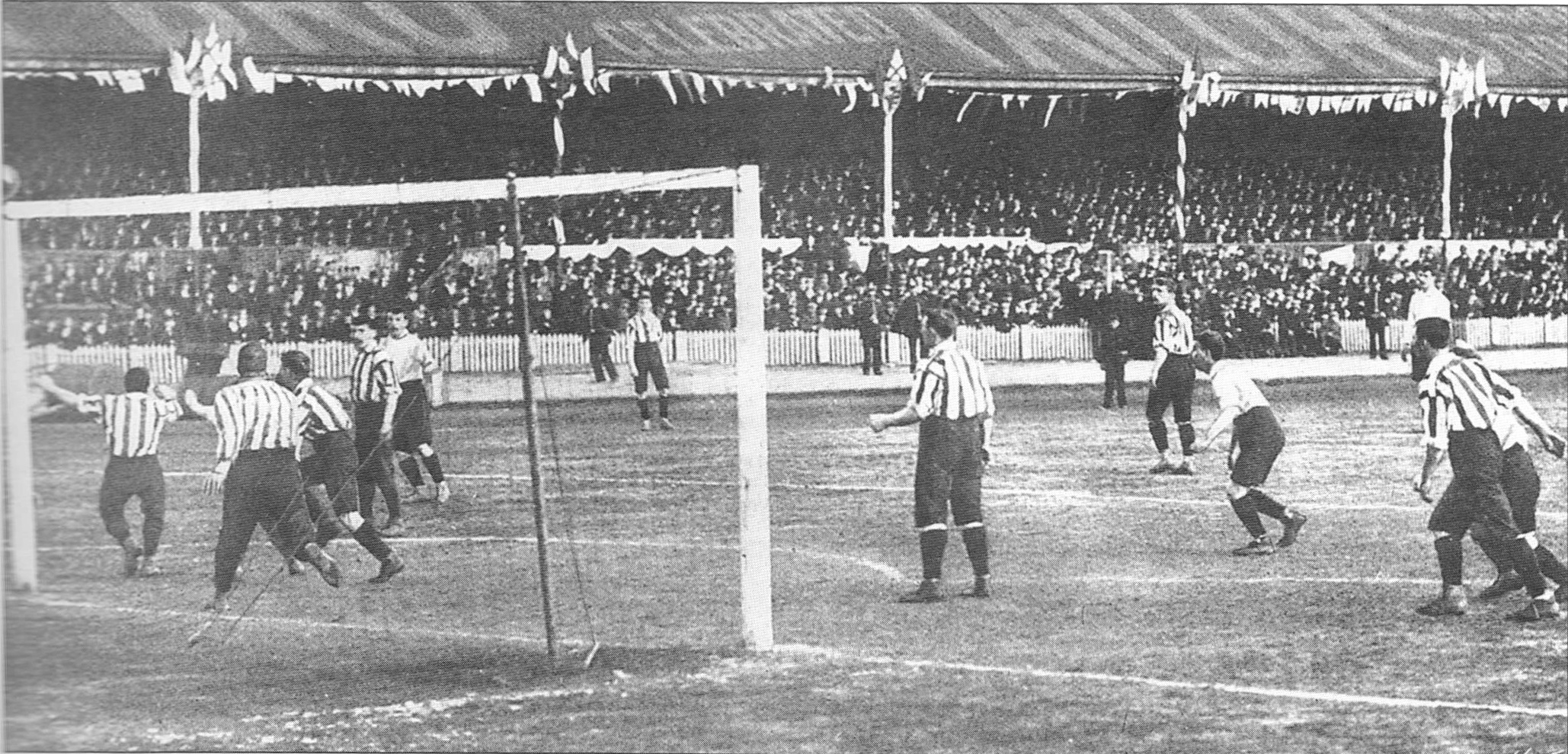
Az FA Kupa-döntő 1901-ben a Tottenham Hotspur ellen

A klubot 1889-ben alapították az Adelphi Hotelben Sheffield-ben, és gyorsan az angol liga egyik meghatározó alakulatává vált.
Az FA-kupát 4-szer hódították el (1899, 1902, 1915, 1925), bajnokságot pedig 1899-ben nyertek.
Története során a legtöbb néző a Leeds United ellen vívott FA-kupa találkozón volt, 68.287 néző tekintette meg a mérkőzést, 1936. február 15-én.
A csapat meze piros-fehér csíkos, hivatalos szurkolói himnuszuk pedig a „The Greasy Chip Butty Song“.
2020-ban új negatív rekordot állított fel a bajnokságban miután az első 15 mérkőzésen összesen kettő pontot tudott szerezni.

## Jelenlegi keret
Frissítve: 2020. október 5.
| #  |     | Poszt | Név            |
| -- | --- | ----- | -------------- |
| 1  | ENG | K     | Aaron Ramsdale |
| 2  | ENG | V     | George Baldock |
| 3  | IRL | V     | Enda Stevens   |
| 4  | SCO | KP    | John Fleck     |
| 5  | ENG | V     | Jack O’Connell |
| 6  | ENG | V     | Chris Basham   |
| 7  | ENG | KP    | John Lundstram |
| 8  | NOR | KP    | Sander Berge   |
| 9  | SCO | CS    | Oli McBurnie   |
| 10 | ENG | CS    | Billy Sharp    |
| 11 | FRA | CS    | Lys Mousset    |
| 12 | IRL | V     | John Egan      |
| 13 | ENG | V     | Max Lowe       |
| 14 | SCO | CS    | Oliver Burke   |

| #  |     | Poszt | Név              |
| -- | --- | ----- | ---------------- |
| 15 | ENG | V     | Phil Jagielka    |
| 16 | NIR | KP    | Oliver Norwood   |
| 17 | IRL | CS    | David McGoldrick |
| 18 | ENG | K     | Wes Foderingham  |
| 19 | ENG | V     | Jack Robinson    |
| 20 | ENG | V     | Jayden Bogle     |
| 21 | NED | K     | Michael Verrips  |
| 22 | WAL | V     | Ethan Ampadu     |
| 23 | ENG | KP    | Ben Osborn       |
| 24 | ENG | CS    | Rhian Brewster   |
| 25 | ENG | K     | Simon Moore      |
| 26 | ENG | KP    | Jack Rodwell     |
| 29 | ENG | V     | Kean Bryan       |

### Korábbi játékosok
- 1890-es évek: Ernest Needham, William Foulke, Billy Hendry
- 1900-as évek: Alf Common
- 1910-es évek: Albert Sturgess, George Utley
- 1920-as évek: Billy Gillespie, Fred Tunstall, Harry Johnson
- 1930-as évek: Jimmy Dunne, Jock Dodds, Bobby Barclay, Jack Pickering
- 1940-es évek: Jimmy Hagan
- 1950-es évek: Joe Shaw, Ted Burgin, Graham Shaw, Cec Coldwell
- 1960-as évek: Alan Hodgkinson, Derek Pace, Mick Jones
- 1970-es évek: Tony Currie, Alan Woodward, Len Badger, Eddie Colquhoun, Trevor Hockey, Alex Sabella
- 1980-as évek: Keith Edwards, Colin Morris, Paul Stancliffe
- 1990-es évek: Brian Deane, Tony Agana, Simon Tracey, Alan Kelly
- 2000-es évek: Michael Brown, Paul Peschisolido, Phil Jagielka

## Menedzserek
| - 1889 John Wostinholm - 1899 John Nicholson - 1932 Teddy Davison - 1952 Reg Freeman - 1955 Joe Mercer - 1958 Archie Clark - 1959 John Harris - 1968 Arthur Rowley - 1969 John Harris - 1973 Ken Furphy - 1975 Cec Coldwell - 1975 Jimmy Sirrel - 1977 Cec Coldwell |  | - 1978 Harry Haslam - 1981 Martin Peters - 1981 Ian Porterfield - 1986 Billy McEwan - 1988 Dave Bassett - 1995 Howard Kendall - 1997 Nigel Spackman - 1998 Steve Thompson - 1998 Steve Bruce - 1999 Adrian Heath - 1999 Neil Warnock - 2007 Bryan Robson - 2008 Kevin Blackwell |  | - 2010 Gary Speed - 2010 John Carver - 2010 Micky Adams - 2011 Danny Wilson - 2013 Chris Morgan - 2013 David Weir - 2013 Chris Morgan - 2013 Nigel Clough - 2015 Nigel Adkins - 2016- Chris Wilder |

## Ligák
- 1892/93: Football League Second Division
- 1893-34: Football League First Division
- 1934-39: Football League Second Division
- 1946-49: Football League First Division
- 1959-53: Football League Second Division
- 1953-56: Football League First Division
- 1956-61: Football League Second Division
- 1961-68: Football League First Division
- 1968-71: Football League Second Division
- 1971-76: Football League First Division
- 1976-79: Football League Second Division
- 1979-81: Football League Third Division
- 1981/82: Football League Fourth Division
- 1982-84: Football League Third Division
- 1984-88: Football League Second Division
- 1988/89: Football League Third Division
- 1989/90: Football League Second Division
- 1990-92: Football League First Division
- 1992-94: FA Premier League
- 1994-04: Football League First Division
- 2004-06: Football League Championship
- 2006-07: FA Premier League
- 2007-11: Football League Championship
- 2011-17: Football League One
- 2017-19: Football League Championship
- 2019-től: Premier League

## Külső hivatkozások
- weblap[halott link] (angol)